# Elecciones generales de Nueva Zelanda de 1990
Las elecciones generales de Nueva Zelanda de 1990 se celebraron el 27 de octubre de 1990 con el fin de elegir a los diputados de la decuadragésima tercera legislatura de la Cámara de Representantes de Nueva Zelanda. El Partido Nacional de Nueva Zelanda, dirigido por Jim Bolger obtuvo una amplia victoria frente a la debacle sufrida por el Partido Laborista de Nueva Zelanda, lo que permitió a Bolger formar un nuevo gobierno en sustitución del laborista. 

## Contexto de las elecciones
Los laboristas habían ganado el poder en las elecciones de 1984, convirtiendo a su entonces líder, David Lange, en primer ministro de Nueva Zelanda. Lange nombró a Roger Douglas como ministro de economía, que pronto empezó a adoptar un programa económico que se volvería impopular entre los tradicionales apoyos al laborismo. Las reformas económicas de carácter neoliberal, basadas en la desregulación, privatizaciones y el libre comercio generaron críticas por parte del sector más izquierdista. Lange consiguió inicialmente calmar las tensiones internas mediante la aprobación de una legislación antinuclear, que impedía la instalación de armas nucleares en el país. Esto le permitió revalidar la mayoría en 1987, aunque pronto volvieron las disputas internas. En 1988, Roger Douglas fue cesado como ministro de economía para calmar al sector izquierdista, pero el liderazgo de Lange era débil y acabó dimitiendo en 1989. Su sustituto Geoffrey Palmer intentó volver a unir al partido, pero siete meses después de asumir el cargo se vio obligado a dimitir, asumiendo Mike Moore el cargo de primer ministro  en septiembre de 1990, dos meses antes de las elecciones. 
El Partido Nacional aprovechó la crisis interna en el gobierno para promocionarse como el partido capaz de afrontar las reformas que necesitaba el país. Además, en mayo de 1989 se produjo una escisión en el Partido Laborista por parte de diputados críticos con las reformas neoliberales que formatían el Nuevo Partido Laborista, liderado por Jim Anderton.
Finalmente, el Partido Nacional obtuvo una amplia mayoría parlamentaria de 67 representantes en una cámara de 97 diputados. El trasvase de votos del Partido Laborista a otras fuerzas de izquierda, como el Partido Verde de Aotearoa Nueva Zelanda y el Nuevo Partido Laborista provocó la pérdida de casi la mitad de sus representantes y benefició al Partido Nacional por el sistema de circunscripciones uninominales (el voto al Partido Nacional apenas subió un 4%, mientras los laboristas perdieron el 12% de sus votantes en las elecciones de 1987.

## Resultados electorales

### Resultados por partido político
|  | 47.8 % |

|  | 35.1 % |

|  | 6.8 % |

|  | 5.1 % |

|  | 0.7 % |

|  | 4.3 % |

|  | 100.00 % |